# Kamauaua
Kamauaua je bio prvi poznati poglavica havajskog otoka Molokaija te je spomenut u drevnim pojanjima i legendama.
Pretpostavlja se da je Kamauaua bio potomak tahićanskog princa Nanaulua.
Kamauauina je žena bila Hinakeha. Hinakehini i Kamauauini sinovi:
- Kaupeepeenuikauila
- Keʻoloʻewa
- Haili
- Ulihalanui

Kamauauu je naslijedio drugi sin, Keʻoloʻewa, preko kojeg je Kamauaua bio djed vladarice Kapau-a-Nuʻakee.